# Carolina County Ball
Carolina County Ball другий альбом рок-гурту Elf, виданий як грамофонна платівка у 1974 році на лейблі MGM.  У США і Японії вийшов під назвою L.A.59.

## Список композицій
Автор музики і слів Діо і Соул. 
| #  | Назва                             | Тривалість |
| -- | --------------------------------- | ---------- |
| 1. | «Carolina County Ball»            | 4:46       |
| 2. | «L.A. 59»                         | 4:21       |
| 3. | «Ain't It All Amusing»            | 5:01       |
| 4. | «Happy»                           | 5:28       |
| 5. | «Annie New Orleans»               | 3:01       |
| 6. | «Rocking Chair Rock'n'Roll Blues» | 5:36       |
| 7. | «Rainbow»                         | 4:00       |
| 8. | «Do the Same Thing»               | 3:10       |
| 9. | «Blanche»                         | 2:31       |

В деяких європейських виданнях "Carolina County Ball", перша пісня вказана під назвою "Carolina Country Ball", що робить такі видання цінними для колекціонерів.

## Учасники
- Ронні Джеймс Діо: Вокал
- Стів Едвардс: Гітара
- Мікі Лі Соул: Клавішні
- Крейг Грабер: Бас-гітара
- Гері Дріскол: Ударні
- Хелен Чаппелль, Ліза Страйк і Баррі Джон: Бек-вокал
- Кріс пайн: Тромбон
- Генрі Лоутер: Труба
- The Manor Chorus: Вокал на "Blanche"